# Eutelia bathroleuca
Eutelia bathroleuca är en fjärilsart som beskrevs av Turner 1944. Eutelia bathroleuca ingår i släktet Eutelia och familjen nattflyn. Inga underarter finns listade i Catalogue of Life.